# Villebois-les-Pins
 Villebois-les-Pins  là một xã thuộc tỉnh Drôme trong vùng Auvergne-Rhône-Alpes đông nam nước Pháp. Xã Villebois-les-Pins nằm ở khu vực có độ cao trung bình 855 mét trên mực nước biển.